# Língua crioula da Costa dos Mosquitos
A  língua crioula da Costa dos Mosquitos, também chamada crioulo inglês da Nicarágua, é uma língua crioula de base inglesa falada na Nicarágua. Seus cerca de 30 mil falantes são encontrados ao longo da costa dos Mosquitos do Mar do Caribe. Esta língua crioula é quase idêntico ao crioulo belizenho, e semelhante a todos os crioulos ingleses da América Central. Ele não possui o estatuto de língua oficial.

## História
Escravos africanos naufragaram na costa dos Mosquitos, já em 1640, o que dá início à interação e miscigenação entre eles e a população local, os misquitos. Em número ainda maior, durante o século XVIII, africanos escravizados fugiam da Jamaica (então colônia britânica), estabelecendo-se na área, o que levou ao desenvolvimento de uma língua crioula da Costa dos Mosquitos.
A região esteve oficialmente sob domínio britânico, de 1740 a 1787, de acordo com o Tratado de Amizade e Aliança com o Reino Miskito, permanecendo sob influência do Reino Unido até o final do século XIX.  Em meados do século XIX, mais trabalhadores ingleses ou de língua crioula, principalmente da Jamaica, foram trazidos para a Costa.
No entanto, a partir de 1894, com a anexação formal do Reino de Misquito pela Nicarágua, muitos falantes de espanhol migraram para a área. 
Em 1987 a Constituição da Nicarágua extinguiu o Departamento de  Zelaya, dividindo o seu território em duas  regiões autônomas:  Costa Caribe Norte e Costa Caribe Sul. O estatuto de autonomia permitiu a promoção e o desenvolvimento das línguas da costa do Caribe e, a partir de 1992, a educação é bilíngue -  inglês e espanhol -, incluindo também as línguas indígenas.
No final do século XX, a Costa estava mais integrada - social e economicamente - ao restante do país. A população crioula se tornou minoritária, em áreas onde antes predominava. Atualmente, a maioria prefere falar espanhol, em lugar da língua crioula, considerando-se simplesmente nicaraguense. São frequentes os casamentos entre crioulos e mestizos (descendentes de indígenas e europeus), embora muitos crioulos se queixem de perda de poder econômico e político, em proveito dos mestizos.

## Variedades
- Crioulo de Cayo Rama
- Crioulo das Ilhas da Baía